# Trophée des clubs champions 2010
Le Trophée des clubs champions 2010 est la deuxième édition du Trophée des clubs champions des Antilles-Guyane. Après la Guyane, c'est au tour de la Guadeloupe d'accueillir la compétition qui met aux prises le champion et vice-champion de Guadeloupe, le champion de Martinique et le champion de Guyane 2010 de football. 
Elle se joue les 21 (demi-finales) et 23 (finale et match pour la troisième place) décembre 2010.

## Participants
- JS Vieux-Habitants, Champion de Guadeloupe 2010 (1re participation)
- CS Moulien, Tenant du titre, Vice-Champion de Guadeloupe 2010 (2e participation)
- ASC Le Geldar, Champion de Guyane 2010 (2e participation)
- Racing Club de Rivière-Pilote, Champion de Martinique 2010 (1re participation)

## Résultats

### Demi-Finales
| 21 décembre 2010 (18h30) | JS Vieux-Habitants | 1 - 3 | Racing Club de Rivière-Pilote | Stade Fiesque-Duchesne, Baie-Mahault |  |
|                          |                    |       |                               |                                      |  |

| 21 décembre 2010 (21h) | CS Moulien        | 1 - 1 | ASC Le Geldar | Stade Fiesque-Duchesne, Baie-Mahault |  |
|                        |                   |       |               |                                      |  |
|                        | Tirs au but 1 - 2 |       |               |                                      |  |

### Match pour la troisième place
| 23 décembre 2010 | JS Vieux-Habitants | 0 - 0 | CS Moulien | Stade Fiesque-Duchesne, Baie-Mahault |  |
|                  |                    |       |            |                                      |  |
|                  | Tirs au but 6 - 7  |       |            |                                      |  |

### Finale
| 23 décembre 2010 | Racing Club de Rivière-Pilote | 1 - 0 | ASC Le Geldar | Stade Fiesque-Duchesne, Baie-Mahault |
|                  | Kévin Parsemain 33e           |       |               |                                      |

| Champion des Antilles-Guyane de football 2010 |
| --------------------------------------------- |
| Racing Club de Rivière-Pilote                 |